# Mad Blankey
Palmarès
voir ici
Mad Blankey était un clan de catcheurs appartenant à la Dragon Gate, une fédération de catch japonaise, fondée le 1er mars 2012 par les anciens membres de Blood Warriors, Akira Tozawa, BxB Hulk, Cyber Kong, Tomahawk T.T., et Kzy.

## Carrière

### Akira Tozawa leader du clan (2012–2013)
Le 15 juin, BxB Hulk et Akira Tozawa remportent les Open the Twin Gate Championship pour la deuxième fois en battant Akatsuki (Shingo Takagi et Yamato), lorsque Yamato se retourne contre Shingo Takagi et rejoint le groupe. Le 21 juillet, Akira Tozawa et BxB Hulk perdent les Open the Twin Gate Championship contre World-1 International (Naruki Doi et Ricochet).

### Yamato leader du clan (2013–2015)
Le 23 août, Yamato bat Shingo Takagi et remporte l'Open the Dream Gate Championship pour la deuxième fois.
Le 12 septembre, Naruki Doi se retourne encore contre Masato Yoshino et rejoint le groupe, signifiant la fin de World-1 International.
Le 6 octobre, BxB Hulk, Yamato et Cyber Kong battent Monster Express (Shingo Takagi, Akira Tozawa et Masato Yoshino) pour remporter les vacants Open the Triangle Gate Championship.
Le 8 décembre, Naruki Doi et Yamato battent Millennials (Eita et T-Hawk) et remportent les Open the Twin Gate Championship.
Le 16 août, le groupe est contraint de se dissoudre après avoir perdu un Five-On-Five Elimination Tag Team Match contre Jimmyz, après une trahison de K-ness qui rejoint Jimmyz par la même occasion.

## Palmarès
- Dragon Gate
  - 2 fois Open the Dream Gate Championship – Yamato
  - 1 fois Open The Brave Gate Championship – Dr. Muscle
  - 3 fois Open the Triangle Gate Championship –  BxB Hulk, Naoki Tanisaki et Akira Tozawa (1), BxB Hulk, Cyber Kong et Yamato (1) et Naruki Doi, Cyber Kong et Kzy (1)
  - 7 fois Open The Twin Gate Championship – Yamato et Naruki Doi (2), BxB Hulk et Naoki Tanisaki (1), Akira Tozawa et BxB Hulk (2), BxB Hulk et Uhaa Nation (1) et Cyber Kong et Yamato (1)
  - Summer Adventure Tag League (2012) – BxB Hulk, Naoki Tanisaki et Akira Tozawa
  - Summer Adventure Tag League Last place (2012) - Cyber Kong, Kzy et Monday Ryu
  - King of Chop (IV) – Naoki Tanisaki
  - Six Unit Warfare One Night Tag Tournament (2012) – BxB Hulk et Naoki Tanisaki
  - Open the Twin Gate #1 Contender's One Night Tournament (2012) – Cyber Kong et Naoki Tanisaki
  - Open The Brave Gate Championship Tournament (2015) - Dr. Muscle